# Victor Wégria
Victor Wégria (Villers-le-Bouillet, 4 de novembre de 1936 - Lieja, 5 de juny de 2008) fou un futbolista belga de la dècada de 1970.
Fou cinc cops internacional amb la selecció belga de futbol, amb la qual disputà la Copa del Món de futbol de 1930. Pel que fa a clubs, defensà els colors del RFC Liégeois i Standard de Liège. Fou quatre cops el màxim golejador de la lliga belga, els anys 1959, 1960, 1961 i 1963. Només Erwin Vandenbergh el supera (un total de sis cops).